# Little Saxham
Little Saxham est un village du Suffolk en Angleterre, à l'ouest de Westley.
La première mention du village date de 1254.